# 1818 год в науке
В 1818 году были различные научные и технологические события, некоторые из которых представлены ниже.

## События
- 22 августа спущен на воду пароход Саванна, который первым из пароходов пересёк Атлантический океан.
- Симеон Пуассон, стремясь опровергнуть теорию дифракции Огюстена Френеля, теоретически показал существование яркого пятна, возникающего за освещённым направленным пучком света непрозрачным экраном, в его области геометрической тени. Позже это явление, названное Пятном Пуассона, было экспериментально обнаружено Домиником Араго.
- Учреждён Национальный музей Бразилии.
- Поступили в продажу первые восемь томов Истории государства Российского.
- Построена обсерватория Вартиовуори.

## Родились
- 21 января — Адам Киркор, литовский и белорусский археолог.
- 25 апреля — Фёдор Иванович Буслаев, русский филолог и искусствовед (ум. 1897).
- 5 мая — Карл Маркс, немецкий философ и политик, основоположник теории коммунизма (ум. 1883).
- 15 мая — Мориц Генрих Фюрстенберг, немецкий ветеринар, паразитолог и физиолог.
- 1 июля — Игнац Филипп Земмельвайс (ум. 1865), венгерский акушер немецкого происхождения, пионер антисептики.
- 21 сентября — Николай Иванович Второв, русский краевед, историк, этнограф (ум. 1865).
- 18 октября — Фридрих Гофман, немецкий изобретатель.
- 16 ноября — Константин Дмитриевич Кавелин, русский историк, правовед и социолог, публицист (ум. 1885).
- 27 декабря — Бычков, Афанасий Фёдорович, русский историк, археограф, библиограф, палеограф, академик Петербургской Академии наук (1869 год), директор Императорской публичной библиотеки (1882—1899 годы).

## Скончались
- 30 апреля — Казимиро Гомес де Ортега, испанский фармацевт и ботаник.
- 28 июля — Гаспар Монж, французский математик, геометр.
- 11 августа — Иван Кулибин, русский механик.